# Lepturges curvilinea
Lepturges curvilinea là một loài bọ cánh cứng trong họ Cerambycidae.